# Kipuka

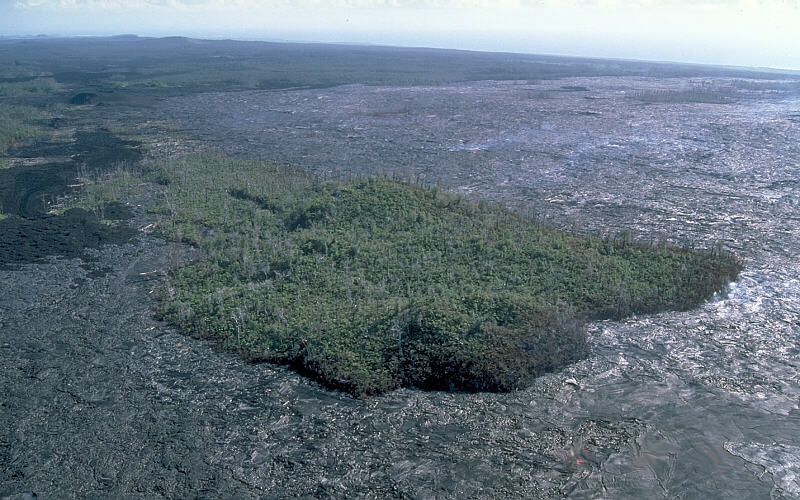
Una kipuka en Kilauea

Un kipuka es un área de tierra que está rodeada por coladas de lava jóvenes, es decir, una isla de rocas antiguas dentro de un mar de rocas ígneas más recientes. Es un terreno que se extiende desde algunos metros hasta varios kilómetros cuadrados, donde la roca, que puede o no ser de origen volcánico, ha sido rodeada, pero no cubierta por lava. Este tipo de superficie es común en Hawái, de donde proviene la palabra «Kipuka», que significa «abertura». Es una de las pocas palabras hawaianas que se ha adoptado en el vocabulario de la geología.
A algunos kipukas que presentan elevaciones topográficas que sobresalen del campo de lava circundante se les denomina dagalas; este tipo se puede distinguir fácilmente del flujo de lava adyacente porque tiene vegetación más vieja creciendo en él. Los que están más bajo que el campo de lava circundante se forman como resultado de la unión de flujos de lava de dos arroyos distintos. Estas regiones brindan información sobre la roca más antigua enterrada debajo del flujo de lava.

## Importancia geográfica
La base de datos Kipuka de la Office of  Hawaiian Affairs (OHA) es un sistema de información geográfica que utiliza las últimas tecnologías de cartografía para proporcionar información sobre la tierra, la cultura y la historia nativas de Hawái que vincula conjuntos de datos históricos con ubicaciones geográficas.  Su base es el sistema de tierras tradicional y constituye un aspecto fundamental de la identidad tradicional nativa hawaiana. Esto se evidencia por la gran cantidad de nombres de lugares que fueron registrados por los nativos hawaianos en las tradiciones orales, así como en libros, cartas, manuscritos y periódicos. A pesar de los desafíos que han fragmentado el conocimiento histórico y cultural tradicional, el lugar sigue siendo una parte importante de la identidad nativa hawaiana contemporánea. Su misión es crear un depósito de conocimiento donde se pueda acceder fácilmente a la información sobre la tierra, la cultura y la historia de Hawái.

## Relevancia ecológica
Ecológicamente, los kipuka son importantes por varias razones. Los bosques dentro de ellos sirven como refugios para especies de plantas y animales; además protegen a las especies nativas de las invasoras, puesto que, rodeados de un terreno accidentado, las plantas y los animales nativos pueden ser inaccesibles para nuevas especies que los desplazarían. También pueden actuar como punto de partida para la recolonización posterior de los nuevos flujos de lava cercanos.
Este fenómeno tiene consecuencias evolutivas. Debido a su aislamiento, estas islas fomentan la especiación, es decir, la formación de especies nuevas y distintas. Una vez que se forma un kipuka, las plantas y los animales que no pueden viajar largas distancias por sí mismos quedan atrapados. Los organismos aislados en su interior tienen entonces un acervo genético limitado. Y con el tiempo, sin una población más grande con la que reproducirse, diferentes genes pueden volverse dominantes. Los organismos pueden evolucionar significativamente, posiblemente en especies completamente nuevas. Esto representa la historia evolutiva de las islas hawaianas. Como la cadena de islas más aislada del mundo, las plantas o animales que por casualidad llegaron ahí comenzaron a modificarse de formas nuevas y diferentes. Durante miles de años, se desarrollaron especies en Hawái que no existen en ningún otro lugar del mundo. Un problema central para la ecología es comprender por qué algunas invasiones biológicas tienen éxito y otras fracasan. La resistencia biótica no está bien respaldada por estudios experimentales cuantitativos en comunidades animales.